# Йохан Себастиан фон Хюрнхайм
Йохан Себастиан фон Хюрнхайм (на немски: Johann Sebastian von Hürnheim; von Hürnheim * ок. 1495; † 31 май 1555, Шпайер) е германски благородник, съдия в Шпайер.

## Биография
Той е син (от 15 деца) на Беро фон Хюрнхайм († 1512) и съпругата му Агнес фон Ехинген, дъщеря на рицар Георг фон Ехинген (1428 – 1508). Внук е на Еберхард фон Хюрнхайм († 1483) и Анна фон Рехберг, внучка на Файт I фон Рехберг, дъщеря на Беро I фон Рехберг († 1462) и Барбара фон Ротенбург († 1462). Правнук е на рицар Валтер фон Хюрнхайм-Хохалтинген († сл. 1456) и Анна фон Хиршорн. Праправнук е на Вилхелм фон Хюрнхайм-Хохалтинген († пр. 1397) и Ита фон Геролдсек († сл. 1429, дъщеря на Валтер VII фон Геролдсек († сл. 1358) и графиня Маргарета фон Тюбинген († сл. 1385), дъщеря на граф Конрад I фон Тюбинген-Херенберг († 1377). Братовчед е на Валтер фон Хюрнхайм († 1464).
Брат е на Еберхард II фон Хюрнхайм (1494 – 1560), княжески епископ на Айхщет (1552 – 1560), Георг († 1537), църковен декан в Елванген, Рудолф фон Хюрнхайм († 1561), Валтер фон Хюрнхайм († сл. 1564), Хиронимус фон Хюрнхайм († сл. 1530), Конрад фон Хюрнхайм, Беро фон Хюрнхайм, Барбара фон Хюрнхайм, Катарина фон Хюрнхайм, Анна фон Хюрнхайм, Агнес фон Хюрнхайм, Мария фон Хюрнхайм, Клара Анна фон Хюрнхайм, и на сестра, омъжена за Айтелханс фон Елербах.
Йохан Себастиан започва да следва право през 1508 г. в университета в Инголщат и през 1514 г. с братята му Еберхард и Георг се записват да следват в университета в Болоня. Той е там до 1516 г. и завършва с титлата „Doctor iuris utriusque“.
Йохан Себастиан става асесор (съдия) в Швабия. На 20 ноември 1521 г. се заклева в Нюрнберг. През 1522 г. той е асесор на Курпфалц в импреския съд, където работи 32 години до смъртта си.
Той умира на 31 май 1555 г. в Шпайер и е погребан в катедралата на Шпайер, която изгаря през 1689 г. през градския пожар, и е в списъка за годишното споменаване.
Йохан Себастиан е приятел и колега с историка и юрист Вилхелм Вернер фон Цимерн и за него пише в „Цимернската хроника“.

## Фамилия
Йохан Себастиан фон Хюрнхайм се жени за Мария Антония Якобеа фон Нойхаузен († 18 август 1582), вдовица на Балтазар, Кемерер фон Вормс, наричан фон Кропсбург († 1528). Те имат четири деца:
- Хелена фон Хюрнхайм
- Елеонора фон Хюрнхайм, омъжена за Йохан Айтел фон Зулцберг
- Валтер фон Хюрнхайм
- Елизабет фон Хюрнхайм († 9 декември 1561), омъжена за Айтел фон Валбрун